# Familia del níquel
La familia del níquel se compone de todos los integrantes del Grupo 10 de la tabla periódica (antiguamente X B): 
- Níquel (Ni)
- Paladio (Pd)
- Platino (Pt)
- Darmstadio (Ds) (anteriormente Ununnilio (Uun))

Todos los elementos de este grupo tienen comportamientos físico-químicos representativos del nombre que los representa.
En este caso es el níquel.
- Datos: Q5855804